# Dendrobium ovatifolium
Dendrobium ovatifolium är en orkidéart som beskrevs av Henry Nicholas Ridley. Dendrobium ovatifolium ingår i släktet Dendrobium, och familjen orkidéer. Inga underarter finns listade i Catalogue of Life.